# Ohel-Aharon-Synagoge (Haifa)
Die Synagoge Ohel Aharon (hebräisch בֵּית הַכְּנֶסֶת אֹהֶל אַהֲרֹן; Zelt Aharons) ist die Campussynagoge des Technions in Haifa (Israel). Sie wurde von Aharon Kaschtan (אַהֲרֹן קָשְׁטָן) geplant und 1969 fertiggestellt und vor allem durch eine Spende des Philanthropen Ludwig Aharon Jesselson (Neckarbischofsheim, 1911–1993, New York) ermöglicht.

## Lage
Die Synagoge befindet sich auf dem neuen Campus des Technions, der קִרְיַת הַטֶּכְנִיוֹן Qirjat haṬechnijōn auf dem nordöstlichen Hang des Karmels südöstlich vom Stadtzentrum Haifas. Die Synagoge „liegt in einem bewaldeten etwas abgelegenen Teil des Campus“ hinter dem Churchill-Auditorium nahe der Campusbuchhandlung. Die Synagoge ist von den Sderot David Rose (שְׂדֵרוֹת דָּוִד רוֹז) her nicht gut einsehbar und liegt teils verdeckt hinter einem Zentrum für Universitätsangestellte.

## Gebäude

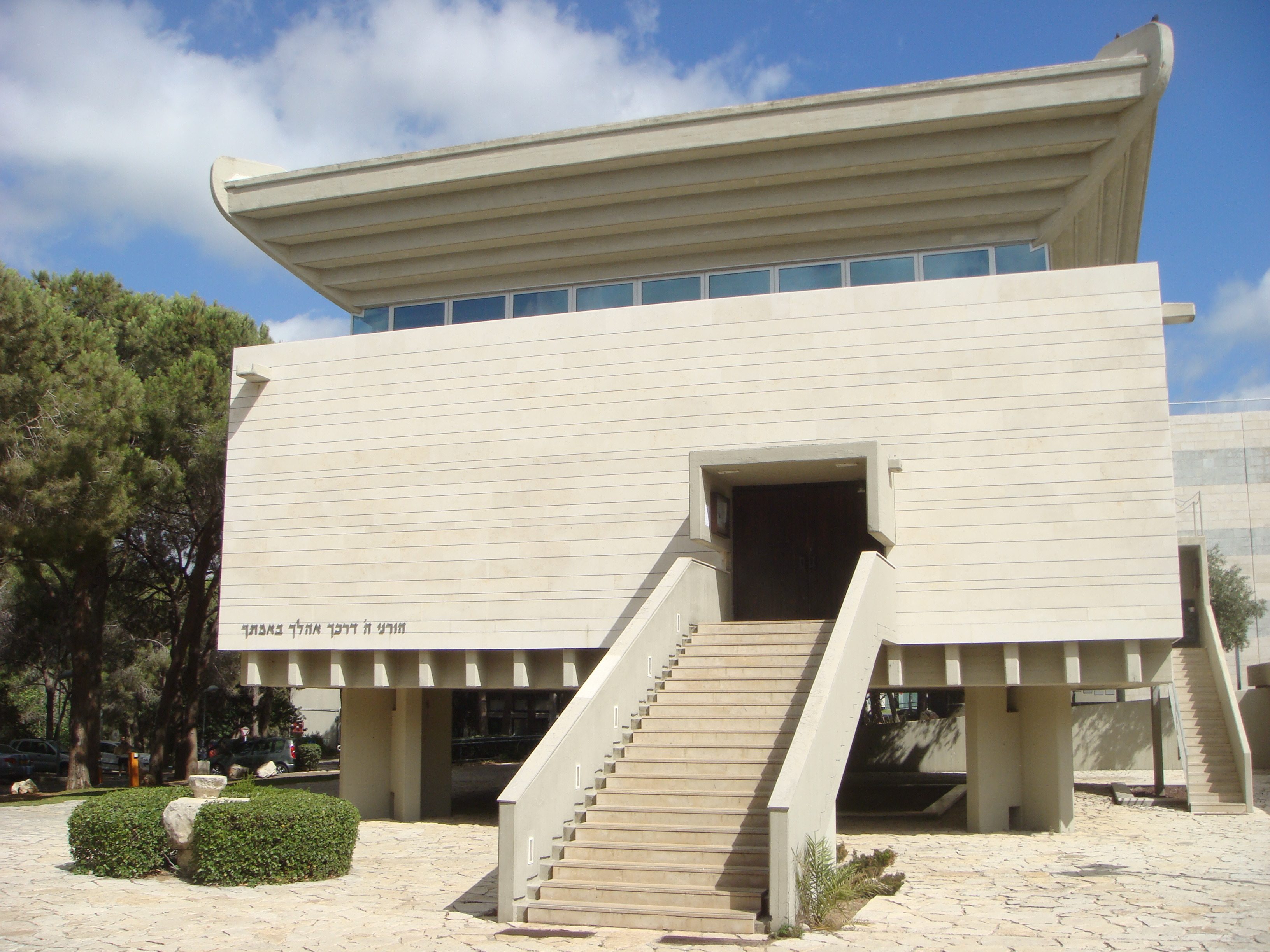
Vorderfront mit Inschrift (Psalm 86:11) und Skulptur des Choschen, von Sträuchern eingehegt

Der Bau gehört stilistisch zur Moderne. Der Synagoge ist ein Platz vorgelagert, von dem aus eine Treppe zum Bau hinaufführt. Der Bau ist aufgeständert, wodurch er leicht und vom Irdischen etwas abgehoben wirkt. Der sonnige Vorplatz ist in Naturstein gepflastert und geht in den ruhigen schattigen Ort unter der Synagoge über, der zum Aufenthalt einlädt. Dort finden oft Sabbatmorgengebete und der anschließende Kiddusch-Imbiss statt. Auf dem Vorplatz steht eine Steinskulptur des Bildhauers Zvi Aldouby (צְבִי אַלְדּוּבִּי), den Choschen (Brustschild) der Hohepriester darstellend.
Den Synagogenbau tragen vier in den Bau eingezogene Säulen, deren Positionen die Eckpunkte eines Quadrats bilden. Die Säulen tragen auch das Dach. „Das von aussen nach innen abgetreppte Dach hat die umgekehrte Form eines Klostergewölbes.“ Das Dach ist rundum nicht mit den Wänden des Baus verbunden, ein ununterbrochen umlaufendes Fensterband unterhalb der Traufe belegt die Lücke zwischen Außenwänden und Dach. An der Vorderfront findet sich die Inschrift: הוֹרֵנִי ה׳ דַּרְכֶּךָ, אֲהַלֵּךְ בַּאֲמִתֶּךָ Hōrenī, h[a-Schem], darkecha, ahallech baʾamittecha, ein Zitat aus Psalm 86 Vers 11, allerdings unter Ersatz von JHWH, des Namens Gottes, dessen Aussprache fromme Juden unterlassen, durch die Abkürzung ה׳ für הַשֵּׁם (haSchem, ‚der Name‘), Vers 11 in tanachischer Schreibweise: הוֹרֵנִי יְהוָה דַּרְכֶּךָ אֲהַלֵּךְ בַּאֲמִתֶּךָ (Hōrenī, JHWH, darkecha, ahallech baʾamittecha, deutsch ‚Unterweise mich, JHWH, deinen Weg will ich gehen in deiner Wahrheit‘).

### Inneres
Der Innenraum ist ebenfalls quadratisch mit der Bimah im Zentrum. Frauensitzplätze sind mit denen für Männer auf gleicher Ebene, jedoch durch ein transparentes Gazegewebe getrennt. Das über den Köpfen gelegene Fensterband lässt natürliches Licht herein. Die Blicke der Anwesenden werden durch das Fensterband nach oben aber nicht nach draußen gelenkt. Im Innern sind die sich gegenüberliegenden Säulen zu zwei Bögen verbunden, die sich in der Mitte kreuzen. Die halbkreisförmigen in Sichtbeton gehaltenen Träger lassen die Form eines Zeltes anklingen. Die Innenwände sind verputzt. Der Boden ist mit galiläischem Marmor belegt.

#### Ausstattung
Die Ausstattung ist schlicht, sparsam und gewählt. Aharon Kaschtan, seinerzeit zugleich Professor am Technion, gestaltete die Einrichtung selber in gekonnter Abstimmung auf den Bau. Der Torahschrein ist schnörkellos und schlicht aus Holz. Die Bimah ziert eine Decke mit der Inschrift des Verses 8 aus Psalm 5: וַאֲנִי - בְּרֹב חַסְדְּךָ, אָבוֹא בֵיתֶךָ; אֶשְׁתַּחֲוֶה אֶל-הֵיכַל-קָדְשְׁךָ, בְּיִרְאָתֶךָ ‚Ich aber komme in Dein Haus, dank der Fülle Deiner Huld, werfe mich in Ehrfurcht nieder vor Deinem Heiligtum‘. Die hölzernen Bänke sind einfach gehalten und zur mittigen Bimah gerichtet. Nach dem Vorbild antiker Synagogen sind sie so angeordnet, dass alle einander sehen können. Die Bänke fassen regulär 90 Personen, durch weitere Bestuhlung können bis zu 200 Sitzplätze geboten werden.

## Einweihung
Die Synagoge wurde drei Wochen vor Pessach 1969 am 8. Nissan 5729 (gemäß Jüdischem Kalender; 27. März nach Gregorianischer Rechnung) mit einer großen Feier eingeweiht. Neben Vertretern von Technion und Oberrabbinat Haifa nahmen als Ehrengäste Jesselson mit Familie und Finanzminister Pinchas Sapir teil.

## Ritus
Da die Synagoge keinen festen Chasan hat, sondern diese Aufgabe jeweils von verschiedenen Fakultätsangehörigen oder Studenten übernommen wird, erfolgen die Gebete und Zeremonien jeweils dem Gebetsritus folgend, den der jeweils amtierende Chasan bevorzugt. An Jom Kippur folgt die Hochschulgemeinde gewöhnlich dem sephardischen Ritus (נֻסָּח סְפָרַד; Nussach Spharad).

## Hochschulgemeinde und angegliederte Einrichtungen
Die Zahl der Synagogengänger ist sehr veränderlich. In den ersten Jahren kamen wochentags nur zehn bis zwanzig Teilnehmer zum Gebet. Heute kommen wochentags etwa 200, an Sabbat sind die Zahlen sehr unterschiedlich je nachdem, ob die Universität Fakultätsmitglieder und Studierende zu einem besonderen Anlass versammelt, so dass bis zu 350 Teilnehmer kommen, oder nicht. An anderen Freitagabenden und Sonnabenden nehmen nur bis 50 Personen teil, denn viele verbringen den Sabbat außerhalb des Campus. Die Betenden sind überwiegend Fakultätsangehörige und Studenten, aber auch einige Anwohner naher Viertel kommen regelmäßig.

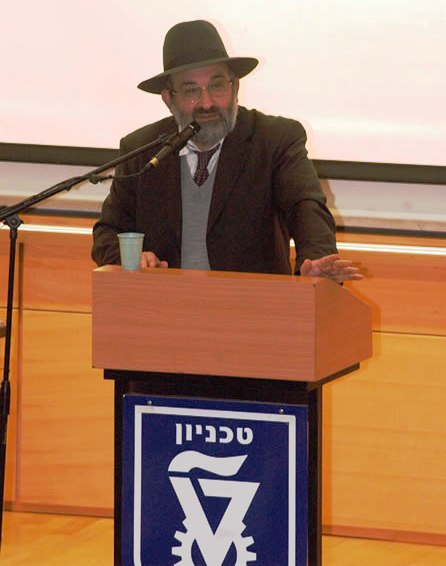
Rabbiner Seini, 2008

Anfangs diente Avraham Keller als Rabbiner des Technions. Er bot Studenten und Fakultätsmitgliedern Gelegenheit, sich auf dem Campus regelmäßig mit Fragen zu Judentum und Geboten zu beschäftigen. Nachdem Keller auf eine andere Stelle gewechselt hatte, folgte ihm Rabbiner Aharon Scheʾar-Jaschuv (אַהֲרֹן שְׁאָר־יָשׁוּב) für die Jahre 1976 bis 1980. Seit 1981 amtiert Rabbiner Dr. Elijahu Rachamim Seini (אֱלִיָּהוּ רַחֲמִים זֵיינִי), der zugleich Mathematik am Technion unterrichtet.
Die Hochschulgemeinde hält Angebote für verschiedene Gruppen bereit, wie ausländische (Gast)-Studenten, Frauen, Fakultätsmitglieder. Die Angebote umfassen Vorträge, Beschäftigung mit Talmud und allgemeinen Fragen des Judentums, Tagesausflüge, Gruppenfahrten für mehrere Tage, Feiern an Feiertagen und die Vermittlung von Sabbateinladungen bei privatem Gastgebern für interessierte Einzelne.
Mit dem verstärkten Engagement Seinis wuchsen die Angebote der Hochschulgemeinde an, bis zu 500 Studierende und Fakultätsangehörige belegen Kurse mit religiöser Thematik, so dass ein eigenes Gemeindezentrum nötig wurde. Das Technion beauftragte den Architekten Assaf Kaschtan, Sohn des Erbauers der Synagoge, westlich daneben am Hang anderthalb Meter höher gelegen einen Bau zu entwerfen, der 1988 fertiggestellt wurde. Jesselson konnte erneut als Mäzen gewonnen werden. Das Gemeindezentrum umfasst einen Beit Midrasch (Lehrhaus) mit Bibliothek, Büros, Küche, Bad, Abstellraum sowie einer Pergola für das Einrichten einer Sukkah zum Laubhüttenfest. Das Gemeindezentrum und die Synagoge können auch für Feiern der Gemeindeangehörigen genutzt werden, wie Britot Milah, Bat- und Bar-Mizwah-Feiern, Hochzeiten, Feiern am israelischen Unabhängigkeitstag.
Die Aktiven der Hochschulgemeinde (meist Anhänger der nationalreligiösen, traditionellen oder charedischen Strömungen) haben die Achawat Aharon (אַחֲוַת אַהֲרֹן ‚Bruderschaft Aharon‘) gegründet, um religiöse und soziale Interessen wahrzunehmen. Sie helfen äthiopischen Einwanderern und ihren Nachfahren im nahen Viertel Naweh Schaʾanan bei ihren Problemen als Migranten oder verteilen zu Feiertagen wie Pessach oder Purim Festtagsspeisekörbe an Bedürftige. Seini hat den Magen Avot (מָגֵן אָבוֹת ‚Schild der Senioren/Väter‘) ins Leben gerufen, der durch regelmäßige Beiträge und Spenden die laufende Arbeit von Synagoge und Lehrhaus finanziert.

## Trivia
Die Synagoge war 1983 Motiv einer israelischen Briefmarke.